# Киселёв, Вячеслав Викторович
Вячеслав Викторович Киселев (род. 3 июня 1948, Ташкент, Узбекская ССР, СССР) — российский юрист, адвокат, политический деятель, депутат Государственной Думы ФС РФ первого созыва (1993—1995) и второго созыва (1995—1999).

## Биография
С 1963 по 1971 год работал на Опытном заводе НИИ Минсвязи СССР и на Московском абразивном заводе, параллельно с работой проходил заочное обучение. В 1971 году получил высшее образование во Всесоюзном юридическом заочном институте. С 1971 по 1973 год проходил срочную службу в Советской армии. С 1973 по 1993 год работал адвокатом. В 1993 году работал в Щелковской юридической консультации Московской областной коллегии адвокатов заведующим.
В 1993 году был избран депутатом Государственной думы Федерального Собрания Российской Федерации первого созыва. В Государственной думе был членом комитета по организации работы Государственной Думы, входил во фракцию ЛДПР. В 1995 году окончил Академию народного хозяйства при Правительстве РФ.
В 1995 году избран депутатом Государственной думы Федерального Собрания Российской Федерации второго созыва. В Государственной думе был заместителем председателя комитета по законодательству и судебно-правовой реформе, входил во фракцию ЛДПР.

## Законотворческая деятельность
За время исполнения полномочий депутата Государственной думы I и II созыва выступил соавтором 19 законодательных инициатив и поправок к проектам федеральных законов.